# 三溪乡 (赣州市)
三溪乡，是中华人民共和国江西省赣州市赣县区下辖的一个乡镇级行政单位。

## 行政区划
三溪乡下辖以下地区：
三溪村、新星村、下浓村、寨九坳村、西溪村、古茂村、山头村、里龙村和土龙村。